# Liga 1 (handbal)
De Liga 1 is de op drie na hoogste afdeling van het herenhandbal en de op twee na hoogste afdeling van het dameshandbal in België. 
Bij de heren is er 1 reeks Liga 1, die bestaat uit twaalf teams. Bij de dames is er ook een reeks waarin 8 teams aantreden. De inrichtende macht is de Vlaamse Handbalvereniging (VHV).

## Herencompetitie
De kampioen promoveert naar tweede nationale indien er geen Vlaamse daler is uit de tweede nationale daalt er geen ploeg naar Liga 2, is er 1 Vlaamse degradant uit tweede nationale dan zakt er 1 ploeg naar Liga 2, zijn er 2 Vlaamse zakkers uit tweede nationale dan zakken de laatste 2 ploegen naar Liga 2.

#### Clubs
De clubs in Liga 1 zijn:
- Initia HC Hasselt 2 (Hasselt)
- United HC Tongeren 2 (Tongeren)
- Achilles Bocholt 2 (Bocholt)
- HK Waasmunster (Waasmunster)
- Sporting NeLo 2 (Neerpelt)
- HHV Meeuwen (Meeuwen)
- HC Izegem (Izegem)
- HC Dendermonde (Dendermonde)
- HC Eeklo (Eeklo)
- Olse Merksem 2 (Merksem)
- HV Uilenspiegel Wilrijk (Wilrijk)
- Elita Lebbeke (Lebbeke)

#### Kampioenstitels
- Seizoen 2016/17 Apolloon Kortrijk
- Seizoen 2015/16 HC Izegem
- Seizoen 2023/24 Biobest Sasja 2

## Damescompetitie
De eerste fase van het kampioenschap is een gewone heen- en terugronde. Vervolgens spelen de eerste 4 ploegen play-offs voor promotie naar tweede nationale indien deze ploeg om een of andere reden niet kan stijgen, dan komt de volgende in het klassement in aanmerking voor promotie. De laatste 4 ploegen spelen play-downs en indien er geen Vlaamse daler is uit de tweede nationale daalt er geen ploeg naar regio, is er 1 Vlaamse degradant uit tweede nationale dan zakt er 1 ploeg naar regio, zijn er 2 Vlaamse zakkers uit tweede nationale dan zakken de laatste 2 ploegen naar regio.

### Clubs
De clubs in de Liga zijn:
- HC Don Bosco Gent (Gent)
- HC WELTA (Mechelen / Bonheiden)
- HV Uilenspiegel Wilrijk (Kortrijk)
- Ham-Achel (Izegem)
- HK Waasland Waasmunster (Waasmunster / Lokeren)
- HC Aalst (Aalst)
- Elita HC (Lebbeke / Buggenhout)
- HC Desselgem (Desselgem)
- HBC Evergem (Evergem)

### Kampioentitels
- 2009/10 HC Pentagoon Kortessem
- 2010/11 HC Leuven